# Baćkowice (gmina)
Baćkowice to gmina wiejska w województwie świętokrzyskim, w powiecie opatowskim. Siedzibą gminy są Baćkowice. W latach 1975–1998 gmina położona była w województwie tarnobrzeskim.
Według danych z 30 czerwca 2004 gminę zamieszkiwały 5163 osoby.

## Struktura powierzchni
Według danych z roku 2002 gmina Baćkowice ma obszar 96,25 km², w tym:
- użytki rolne: 73%
- użytki leśne: 22%

Gmina stanowi 10,56% powierzchni powiatu.

## Historia
Gminę zbiorową Baćkowice utworzono 13 stycznia 1867 w związku z reformą administracyjną Królestwa Polskiego. Gmina weszła w skład nowego powiatu opatowskiego w guberni radomskiej i liczyła 1952 mieszkańców.
W okresie międzywojennym gmina należała do powiatu opatowskiego w woj. kieleckim. Po wojnie gmina zachowała przynależność administracyjną.
Jednostka została zniesiona 29 września 1954 roku wraz z reformą wprowadzającą gromady w miejsce gmin. 
Gminę przywrócono ponownie w związku z reaktywowaniem gmin 1 stycznia 1973.

## Demografia

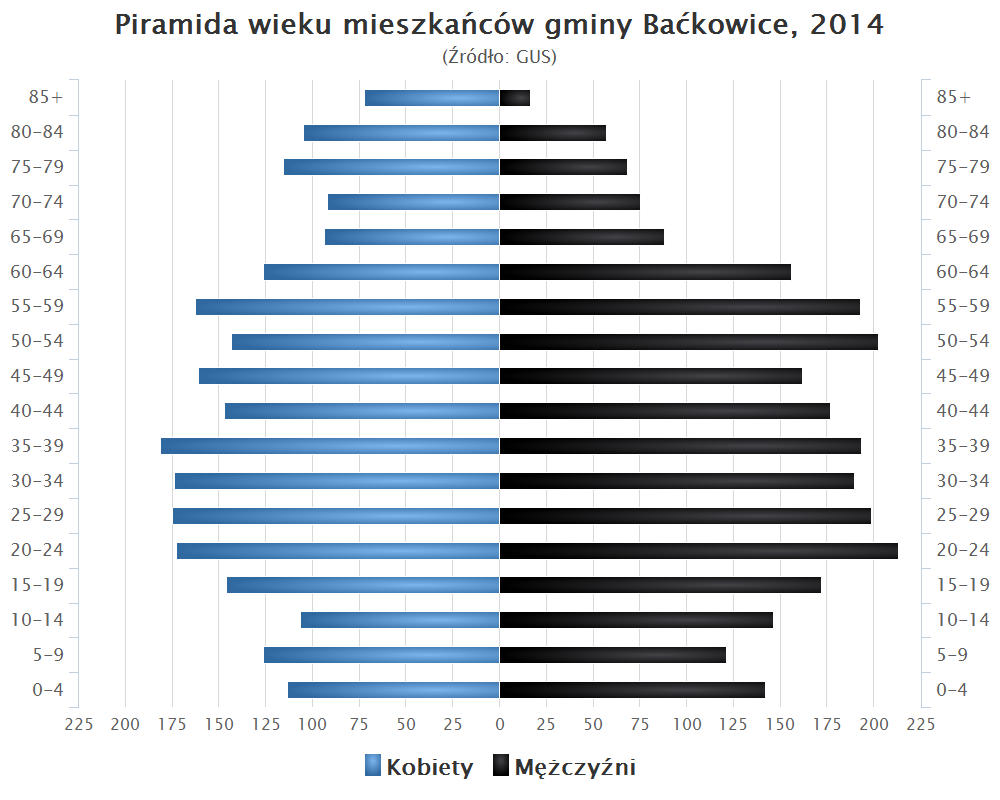
Piramida wieku mieszkańców gminy Baćkowice w 2014 roku

Dane z 30 czerwca 2004:
| Opis                              | Ogółem | Ogółem | Kobiety | Kobiety | Mężczyźni | Mężczyźni |
| --------------------------------- | ------ | ------ | ------- | ------- | --------- | --------- |
| jednostka                         | osób   | %      | osób    | %       | osób      | %         |
| populacja                         | 5163   | 100    | 2538    | 49,2    | 2625      | 50,8      |
| gęstość zaludnienia (mieszk./km²) | 53,6   | 53,6   | 26,4    | 26,4    | 27,3      | 27,3      |

## Sołectwa
Baćkowice, Baranówek, Gołoszyce, Janczyce, Modliborzyce, Nieskurzów Nowy, Nieskurzów Stary, Olszownica, Oziębłów, Piórków, Piórków-Kolonia, Piskrzyn, Rudniki, Wszachów, Żerniki

## Sąsiednie gminy
Iwaniska, Łagów, Opatów, Sadowie, Waśniów,